# Rage Against the Machine (album)
Pour les articles homonymes, voir Rage Against the Machine (homonymie).
Albums de Rage Against the Machine
Evil Empire
(1996)
Singles
1. Killing in the Name
Sortie : 2 novembre 1992
2. Bullet in the Head
Sortie : 29 décembre 1992
3. Bombtrack
Sortie : 20 juin 1993
4. Freedom
Sortie : 23 août 1994

Rage Against the Machine est le premier album du groupe américain Rage Against the Machine. Il est sorti le 3 novembre 1992 sur le label Epic Records et a été produit par le groupe et Garth Richardson. Il mélange des styles comme le hip-hop et le rock. Le groupe est impliqué politiquement : les paroles dénoncent des injustices commises par le gouvernement américain et parlent de différentes organisations politiques.

## Réalisation
Cet album fut enregistré principalement les mois d'avril et mai 1992 aux Studios Sound City de Van Nuys en Californie. De nombreuses prises sont réalisées en live, tous les musiciens jouant en même temps devant un petit public d'amis. Des enregistrements additionnels furent effectués aux studio Scream de Studio City. Bullet in the Head fut enregistré à North Hollywood dans l'Industrial Recording Studio. Ce titre fut le premier enregistré et produit par le groupe et ce avant qu'il n'ait joué le moindre concert.
La pochette du CD est une photo de Thích Quảng Đức, un moine bouddhiste vietnamien, s'immolant par le feu dans la ville de Saïgon en 1963, pour protester contre l'oppression des bouddhistes menée par l'administration du premier ministre Ngô Đình Diệm.

## Contenu
Les chansons de Rage Against the Machine comportent toutes des messages politiques. Des militants tels que Bobby Sands, gréviste de la faim de l'IRA  provisoire , Huey P. Newton, fondateur du Black Panther Party sont répertoriés dans la section « Merci pour l'inspiration ». Ian et Alec MacKaye ont également été remerciés . 
Les paroles de chaque chanson ont été imprimées dans le livret de l'album à l'exception de celles de "Killing in the Name", qui ont été omises ; le livret indique "2. KILLING IN THE NAME", saute les paroles et continue avec la chanson suivante.
La déclaration « aucun échantillon, clavier ou synthétiseur utilisé dans la réalisation de ce disque » se trouve à la fin des notes de la pochette. Des déclarations similaires ont été faites dans les albums suivants du groupe. Le groupe se désigne également sous le nom de « Guilty Parties » pour chaque album.

## Ventes et accueil critique
L'album occupa la première place du Top 200 du Billboard, et reste 45e dans le Top 200 du magazine en 2007. En 2001, le magazine Q nomme Rage Against the Machine premier des 50 meilleurs albums de tous les temps et le magazine GuitarPart, dans son hors-série n° 173H d'août 2008, lui attribue la troisième place dans le classement des 100 meilleurs albums rock de tous les temps.
L'album reçoit les notes de 7,9 sur 10 chez Senscritique, 5 sur 5 chez Nightfall.

## Influence
C'est un des albums précurseurs du nu metal, style qui explosera à la fin des années 1990 sous l'impulsion de groupes comme Limp Bizkit, Disturbed, KoЯn, Deftones ou Linkin Park.
La chanson Killing in the Name est présente sur la bande-sonore de Grand Theft Auto: San Andreas et de Guitar Hero II. Quant à la chanson Wake Up, elle est reprise sur la bande originale du film Matrix. Maynard James Keenan, chanteur du groupe Tool et Stephen Perkins, batteur du groupe Jane's Addiction participent à la chanson Know Your Enemy.

## Liste des titres
- Musiques : Morello  / de la Rocha / Commerford / Wilk
- Paroles : Zack de la Rocha

| No  | Titre               | Durée |
| --- | ------------------- | ----- |
| 1.  | Bombtrack           | 4:05  |
| 2.  | Killing in the Name | 5:14  |
| 3.  | Take the Power Back | 5:37  |
| 4.  | Settle for Nothing  | 4:48  |
| 5.  | Bullet in the Head  | 5:10  |
| 6.  | Know Your Enemy     | 4:56  |
| 7.  | Wake Up             | 6:04  |
| 8.  | Fistfull of Steel   | 5:31  |
| 9.  | Township Rebellion  | 5:24  |
| 10. | Freedom             | 6:07  |

## Musiciens
Rage Against the Machine
- Zack de la Rocha : chant
- Tom Morello : guitares
- Tim Commerford : basse
- Brad Wilk : batterie

Musiciens invités
- Maynard James Keenan : chant additionnel sur Know your Enemy
- Stephen Perkins : percussions sur Know your Enemy

## Charts & certifications
| Pays                          | Durée du classement | Meilleur classement |
| ----------------------------- | ------------------- | ------------------- |
| Allemagne                     | 77 semaines         | 22e                 |
| Australie                     | 22 semaines         | 12e                 |
| Belgique (W)                  | 26 semaines         | 37e                 |
| États-Unis Billboard 200      | 95 semaines         | 45e                 |
| États-Unis Heatseekers Albums | 17 semaines         | 1er                 |
| France                        | 41 semaines         | 8e                  |
| Nouvelle-Zélande              | 94 semaines         | 9e                  |
| Pays-Bas                      | 69 semaines         | 5e                  |
| Royaume-Uni                   | 72 semaines         | 17e                 |
| Suède                         | 33 semaines         | 22e                 |
| Suisse                        | 7 semaines          | 16e                 |

| Pays         | Durée du classement | Meilleur classement |
| ------------ | ------------------- | ------------------- |
| Belgique (V) | 29 semaines         | 54e                 |

| Pays   | Durée du classement | Meilleur classement |
| ------ | ------------------- | ------------------- |
| France | 17 semaines         | 43e                 |

| Pays             | Certification | Ventes      | Date       |
| ---------------- | ------------- | ----------- | ---------- |
| Allemagne        | Or            | 250 000 +   | 1994       |
| Australie        | 5 × Platine   | 350 000 +   | 2015       |
| Autriche         | Or            | 25 000 +    | 04/06/1997 |
| Belgique         | Or            | 25 000 +    | 06/10/1995 |
| Canada           | Platine       | 100 000 +   | 30/09/1994 |
| États-Unis       | 3 × Platine   | 3 000 000 + | 24/02/2000 |
| France           | Platine       | 300 000 +   | 12/02/1995 |
| Italie           | Or            | 50 000 +    | 2017       |
| Nouvelle-Zélande | Platine       | 15 000 +    | 16/01/1994 |
| Pays-Bas         | Platine       | 80 000 +    | 1998       |
| Royaume-Uni      | 2 × Platine   | 600 000 +   | 22/07/2013 |
| Suisse           | Or            | 25 000 +    | 1994       |

### Charts singles
| Date | Single              | Chart              | durée du classement | Position |
| ---- | ------------------- | ------------------ | ------------------- | -------- |
| 1993 | Killing in the Name | ARIA Charts        | 24 semaines         | 7e       |
| 1993 | Killing in the Name | (V) Ultratop       | 2 semaines          | 27e      |
| 1993 | Killing in the Name | RMNZ Singles Top40 | 22 semaines         | 8e       |
| 1993 | Killing in the Name | Mega Top 50        | 11 semaines         | 13e      |
| 1993 | Killing in the Name | UK Singles Chart   | 9 semaines          | 1er      |
| 2013 | Killing in the Name | Top 100            | 2 semaines          | 109e     |
| 1993 | Bullet in the Head  | UK Singles Chart   | 4 semaines          | 16e      |
| 1993 | Bullet in the Head  | Mega Top 50        | 2 semaines          | 47e      |
| 1994 | Bullet in the Head  | RMNZ Singles Top40 | 7 semaines          | 19e      |
| 1993 | Bombtrack           | UK Singles Chart   | 2 semaines          | 37e      |
| 1993 | Bombtrack           | RMNZ Singles Top40 | 15 semaines         | 11e      |
| 1994 | Bombtrack           | Mega Top 50        | 8 semaines          | 8e       |
| 1994 | Freedom             | RMNZ Singles Top40 | 7 semaines          | 17e      |